# セシリア・コムナレス
セシリア・コムナレス（Cecilia Comunales Alciaturi、1988年12月4日 - ）は、ウルグアイのプロボクサー。パイサンドゥー出身。第3代・第4代WBA女子世界ライト級王者。

## 来歴
2009年1月10日、プンタ・デル・エステのホテル・ラス・デュナスでロレーナ・ナンシー・ロペスとデビュー戦を行い、初回1分34秒TKO勝ちを収めコムナレスがデビュー戦を白星で飾った。
2009年4月3日、地元パイサンドゥーでロクサーナ・ラケル・ペラルタとライト級4回戦を行い、4回3-0の判定勝ちを収めた。
2009年4月30日、ブエノスアイレスのエスタディオ・ルナ・パルクに舞台を移しロクサーナ・ラケル・ペラルタとスーパーライト級4回戦を行い、4回3-0の判定勝ちを収め前戦から僅か27日で行われた再戦を制した。
2010年2月15日、カネロネス県ロス・ティタネスのクルブ・ロス・ティタネス・ラ・トゥナでヴィクトリーナ・ブリテスとライト級4回戦を行い、プロ初黒星となる4回0-3の判定負けを喫した。
2011年1月9日、プンタ・デル・エステのコンラッド・プンタ・デル・エステ・リゾート&カジノでハラナ・ドス・サントスとUBO女子ライト級王座決定戦を行い、6回KO勝ちを収め王座獲得に成功した。
2011年4月19日、地元パイサンドゥーでアリシア・スサーナ・アレグレと対戦し、10回3-0の判定勝ちを収め初防衛に成功した。
2012年3月30日、パナマシティのアレナ・ロベルト・デュランでマリベル・サンタナとWBA女子世界ライト級王座決定戦を行い、初回TKO勝ちを収め王座獲得に成功した。
2012年11月3日、エントレ・リオス州コロンでシモーネ・ダ・シルバ・ドゥアルテと対戦し、10回3-0の判定勝ちを収めUBO王座の2度目、WBA王座の初防衛に成功した。
2013年7月20日、地元パイサンドゥーでマリソル・レイジェスと対戦し、初回1分48秒TKO勝ちを収めWBA王座の2度目の防衛に成功した。
2015年8月8日、モンテビデオのラディソン・モンテビデオ・ヴィクトリア・プラザ・ホテルでリナ・ミラグロス・テハダとWBC女子インターナショナルライト級王座決定戦を行い、10回3-0の判定勝ちを収め王座獲得に成功した。
2016年6月4日、モンテビデオのラディソン・モンテビデオ・ヴィクトリア・プラザ・ホテルでバレリア・ロドリゲス・ドス・サントスとWBA女子世界ライト級王座決定戦を行い、8回49秒TKO勝ちを収め10ヵ月ぶりの王座返り咲きに成功した。

## 戦績
- 15戦 14勝 9KO 1敗

## 獲得タイトル
- UBO女子ライト級王座
- 第3代WBA女子世界ライト級王座
- WBC女子インターナショナルライト級王座
- 第4代WBA女子世界ライト級王座